# باغالادي
باغالادي هي بلدة تقع في مقاطعة ريدجو كالابريا في إيطاليا .

## وصلات خارجية
- www.comunebagaladi.it